# デイヴィド・ルイス
デイヴィド・ケロッグ・ルイス（David Kellogg Lewis, 1941年9月28日 - 2001年10月14日）は、アメリカ合衆国の哲学者であり、20世紀後半の分析哲学における牽引者のうちの一人とされている。カリフォルニア大学ロサンゼルス校、のちプリンストン大学で教鞭をとった。様相実在論によってよく知られているが、とりわけ、因果的に独立した無数の現実世界が存在しており、我々の世界はそのうちの一つである、という可能世界の理論が最も有名で、なおかつ最も論議を巻き起こした。それ以外にも言語哲学、心の哲学、形而上学、認識論、哲学的論理学などの分野においても多大な貢献を果たし、哲学界に深い影響を及ぼした。

## 経歴
オハイオ州オバーリンで、オバーリン大学行政学教授と著名な中世研究者の両親の元に生まれた。彼は知能が優れていることで有名で、オバーリン高校在学中には大学の化学の講義に出席するほどだった。スワースモア大学に進み、オックスフォード大学へ一年間留学した（1959-60）。オックスフォードではアイリス・マードックの個人指導を受け、またギルバート・ライル、ポール・グライス、ピーター・フレデリック・ストローソン、ジョン・L・オースティンらの講義を受けた。その後ハーバードのウィラード・ヴァン・オーマン・クワインのもとで学び、1967年にハーバード大学大学院から博士号を授与される。後にルイスはクワインの見解の多くを否定することになる。ハーバードに在学中、J・J・C・スマート（J. J. C. Smart）と一緒にゼミに出席していたことから、ルイスはオーストラリアにつながりをもつようになる。以降、オーストラリア哲学会には30年にわたってほとんど毎年参加していた。
プリンストン大学ではよき教師であり、現在のプリンストン大学教授のうちの数人、またアメリカ国内で教鞭をとる最前線の哲学者たちを含む数多くの人物を育て上げた。著名な者にはDavid Vellemanm、Peter Railton、Wayne A. Davisなどがいる。
2000年の7月、持病の糖尿病が悪化した結果、腎不全に至り、妻のステファニーから腎臓を移植した。手術は成功し翌年には研究や旅行ができるようになったが、糖尿病の急激な悪化により、2001年10月14日に死亡した。
死後、真理や因果関係から物理学の哲学にいたるまで、広範な遺稿が発表された。彼の哲学についての寄稿論文集は『ルイス主義の主題』"Lewisian Themes"として2004年に出版された。

## 規約についての理論
ルイスの初の単著は、『規約に関する哲学的研究』"Convention: A Philosophical Study" (1969)である。これは彼の博士論文に基づくものであり、ゲーム理論を利用して社会的規約'social convention'を分析したものである。彼によれば、ほとんどの国や地域での車両通行が右側車線（日本では左側であるが）であるとか、電話で会話しているときに通話が途切れてしまったときには掛けた方がもう一度掛けるとかの社会的規約は、いわゆる「協働問題」に対する解決策としてあるとされる。
協働問題は、ゲーム理論が提示する問題であるが、ルイスの著作が刊行された時期にはほとんど論じられることのないものであった。当時は、ゲーム理論に関する議論は当事者に葛藤が生じるような問題、たとえば囚人のジレンマなどに集中していた。
現在、協働問題は大きく取り上げられるようになってきている。というのも、協働問題においては複数の当事者が利益関心を共有しているにもかかわらず、いくつもの答があるからである。そのうちの一つの答が「突出」'salient'していることもありうる。「突出」とは、ゲーム理論研究者であるトーマス・シェリングによって提出された概念であり、ルイスは彼から影響を受けている。例えば、人がどこでおち合うかという協働問題には、町の中に一箇所しか考えられる場所がない場合には、突出した解がありうる。しかしほとんどの場合には、突出した解を得るためには、我々はルイスが「慣例」'precedent'と呼ぶところのものに依拠しなければならない。当事者双方が、特定の協働問題、例えば「道路のどちら側を走行するべきか」といった問題がそれまでに同じ方法で何度も解決されてきたということを知っているならば、また双方がそのことを知っているということを双方が知っているならば、さらにまた双方がそのことを知っているということを双方が知っているということを双方が知っているならば（「共有知」'Common knowledge'）、双方はその問題を容易に解決することができる。彼らがその問題を成功裡に解決したことをほかの多くの人々が見ることによって、その解決策は社会に広がっていく。その規約は関係する人皆の利益関心に適うから存在するのであり、つまり規約は自存的(?)な行動制約なのである。規約に関するもう一つの重要な側面は、それが全く異なったものであってもよかった、ということである。つまり、日本でも右側を通行してもよかったのである。日本では左側通行である、という現実はなにか根拠があってのことではないのである。
しかしながら、ルイスが28歳で執筆したこの著作の眼目は、端的に言って、クワインの「言語は規約によって営まれている」という主張（クワインの「規約による真」'Truth by convention'1936の主張）に反論することであった。ルイスは、言語的規約は社会的規約（慣習）の特殊なケースに過ぎないと主張したのである。しかしながら、実際にそうであると示すことができるかどうかは見解の分かれるところである。『規約に関する哲学的研究』や後に発表された論文（'Languages and Language', 1975）における言語規約に関する説明はかなり大雑把で不明瞭なものである。シッファー（Schiffer, S）の『意味』"Meaning"には、ルイスの議論に対する精緻な批判と代替案が示されている。シッファーの有力な議論においては、集合場所の規約などと言語規約とは実際全く異なったものであるとされている。

## 可能世界に関する理論
1973年ルイスは、『反事実的条件法』"Counterfactuals"を発表。可能世界論を利用しながら反事実的条件文を分析した。これは「対応者理論と量化様相論理」'Counterpart Theory and Quantified Modal Logic' (1968)、「アンセルムスと現実性」'Anselm and Actuality' (1970)、「対応者とその身体」'Counterparts of Persons and their Bodies' (1971)を発展させたものである。ルイスは様相実在論を文字通りの意味で理解するよう促していたが、あまり受け入れられなかった。この理論の骨子は、時空的にも因果的にも独立した無数の世界が存在し、それぞれの世界は我々の世界と同様に本物であるが、我々の世界とは何らかの違いがあり、さらに反事実的条件文のうちの特定のものを真とし、それ以外を偽とするものが何であるかを説明するために我々の世界内の対象について言及することが必要である、というものであった。人々はこの考えに対して「ぽかーんとした」'blank stare'とルイスは述べている。ルイスは彼の『世界の複数性について』"On the Plurality of Worlds"(1986)において、自身の考えは少しも極端ではないと様相実在論を擁護し詳しく解説した。彼自身、この考え方が常識に反しているということは認めているが、この方法を使用することの利点は不利点を補って余りあるものだと考えており、それゆえある程度の代償は払うべきだと考えるのである。
ルイスによれば、「もし私があのとき得点していたならば、私のチームは勝っていただろう」という形式の反事実的条件文を真とする事実は、我々の世界と極めて似ており、同等に現実的であるような世界が存在し、その世界において「私」の対応者が得点し、「私のチーム」の対応者が勝った、という事実である。それよりさらに我々の世界に似ており、その世界では「私」の対応者が得点したけれどもやはり「私のチーム」の対応者は負けた世界が存在するとすれば、かの反事実的条件文は偽となる。我々が反事実的可能性について語るときには、可能世界においてはどのようであるか、ということについて語っているのである。ルイスによれば、「現実性」とは、我々が生活すると考えている世界に貼り付ける、指標詞的なラベルに過ぎないのである。「必然性」とは、ある事柄が全ての可能世界において真であるときに言われることに過ぎないのである。（この文脈で可能世界を持ち出したのはルイスが初めてではない。例えばゴットフリート・ライプニッツやクラレンス・アーヴィング・ルイス(C. I. Lewis)は可能性や必然性について語るために可能世界を持ち出した。またデイヴィド・カプラン(David Kaplan)の初期の著作は対応者理論に関わるものである。ルイスの見解が独特な点は、全ての可能世界は同等に現実的であって、我々が生きる世界が他の世界より現実的であるということはない、と主張する点である。）

### ルイスへの批判
この理論は、数多の批判にさらされた。特に、他の世界がどのようであるか、ということを我々はいかにして知ることができるのかが不明だという点である。なにしろ、他の世界は我々の世界から因果的に独立なのだから、そこでなにがどうなっているか覗き込んでみることはできないのである。また、人々は、事情が変わったら自分達がどうなっていただろうかということに関心があるのであって、どんなに自分達に似ていようとも誰か他の人が他の世界でどうなっていようが関心はない、という批判もある。ソール・クリプキは「大統領候補は、誰か他の人が他の世界で当選したかどうかではなく、候補者自身が当選したかどうかに関心があるのである」。さらに、ルイスのように多くのものを存在論に持ち込むことは、（事実を説明するために必要な範囲を超えてなにか理論的なものを増やすことを戒める）オッカムの剃刀に抵触する、という批判がある。ルイスは『世界の複数性について』(1986)で、これらの批判に答えた。
可能世界に関する他の議論は、ロバート・スタルネイカー（Robert Stalnaker, Inquiry, 1984)、ソール・クリプキ（Saul Kripke, "Naming and Necesity",1980）ギデオン・ローゼン（Gideon Rosen, "Modal Fictionalism", 1990)などがある。

## 著作

### 単著
- Convention: A Philosophical Study, Harvard University Press 1969.
瀧澤弘和訳『コンヴェンション：哲学的研究』慶應義塾大学出版会、 2021年。
- Counterfactuals, Harvard University Press 1973; revised printing Blackwell 1986.
吉満昭宏訳『反事実的条件法』勁草書房、2007年
- Semantic Analysis: Essays Dedicated to Stig Kanger on His Fiftieth Birthday, Reidel 1974.
- On the Plurality of Worlds, Blackwell 1986.
出口康夫監訳、佐金武、小山虎、海田大輔、山口尚訳『世界の複数性について』名古屋大学出版会、2016年
- Parts of Classes, Blackwell 1991.

ルイスは合計99本の論文を含む全5巻の論文集を出版しているが、収録論文のほとんどは生前公刊されたものである。反事実的条件法的因果理論、意味論的スコア概念、知識の文脈主義的分析、傾向主義的価値理論などが扱われている。
- Philosophical Papers, Vol. I (1983) 対応者理論、言語哲学、心の哲学に関する初期論考を含む。
- Philosophical Papers, Vol. II (1986) 反事実的条件法、因果性、決定理論に関する論考を含み、合理的信念に関する第一原理[5]が推奨されている。序文では「ヒューム的スーパーヴィーニエンス」が論じられているが、これはルイスが自らの包括的哲学的プロジェクトに与えた名前である。
- Papers in Philosophical Logic (1998);
- Papers in Metaphysics and Epistemology (1999) 「Elusive Knowledge」、「Naming the Colours」を収録。どちらも、発表した年に「Philosopher's Annual」に選出された論文である。
- Papers in Ethics and Social Philosophy (2000).

ルイスの単著『Parts of Classes』（1991年）は、数学基礎論に関する仕事で、圏論とペアノ算術のメレオロジーと複数量化への還元を素描したものである。刊行直後、ルイスは自分の論証が不満足だと思うようになったため、現在は絶版となっている（『Papers in Philosophical Logic』に収録されている論文「Mathematics in megethology」は、『Parts of Classes』の部分的要約・改訂版になっている）。

### 代表的論文
- "Counterpart Theory and Quantified Modal Logic." Journal of Philosophy 65 (1968): pp. 113–126.
- "General semantics."  Synthese, 22(1) (1970): pp. 18–67.
- "The Paradoxes of Time Travel", American Philosophical Quarterly, April (1976): pp.  145–152.
- "Truth in Fiction." American Philosophical Quarterly 15 (1978): pp. 37–46.
樋口えり子訳「フィクションの真理」、『現代思想』vol. 23-4、1995年、163-179頁。
- "How to Define Theoretical Terms." Journal of Philosophy 67 (1979): pp. 427–46.
- "Scorekeeping in a Language Game." Journal of Philosophical Logic 8 (1979): pp. 339–59.
- "Mad pain and Martian pain." Readings in the Philosophy of Psychology Vol. I. N. Block, ed. Harvard University Press (1980): pp. 216–222.
- "Are We Free to Break the Laws?" Theoria 47 (1981): pp. 113–21.
- "New Work for a Theory of Universals." Australasian Journal of Philosophy 61 (1983): pp. 343–77.
「普遍者の理論のための新しい仕事」、柏端達也、青山拓央、谷川卓編訳『現代形而上学論文集』勁草書房、2006年、収録。
- "What Experience Teaches." in Mind and Cognition by William G. Lycan, (1990 Ed.) pp. 499–519. Article omitted from subsequent editions.
- "Elusive Knowledge", Australasian Journal of Philosophy, 74/4 (1996): pp. 549–567.